# Félix Tshisekedi
Félix Antoine Tshisekedi Tshilombo (Quinxassa, 13 de junho de 1963) é um político quinxassa-congolês, atual presidente da República Democrática do Congo, desde 9 de janeiro de 2019, quando foi declarado presidente eleito. É dirigente do União para a Democracia e o Progresso Social (UDPS), o maior e mais antigo partido de oposição da República Democrática do Congo.

## Carreira política
Félix Tshisekedi é filho de Étienne Tshisekedi, político fundador do partido UDPS e muito popular no país. Devido à oposição do seu pai ao regime do Presidente Mobutu Sese Seko que Tshisekedi foi obrigado a fugir da República Democrática do Congo, em 1985, com apenas 22 anos.
Ele foi para a Bélgica, onde cursou comunicação e marketing entre 1990 e 1991 no Instituto de Carreiras Comerciais (em francês: Institut des Carrières Commerciales). Na instituição teria recebido o apelido de "Fatshi", que se mantém até hoje. Quando registrou sua candidatura para as eleições de 2018, o Instituto de Carreiras Comerciais foi indagado do documento que apresentou como diploma de formação, ao que respondeu "que o diploma não pode ser obtido com a instituição e, portanto, o documento não vem do Instituto."
Em 31 de março de 2018, foi eleito para dirigir o UDPS, depois da morte de seu pai, o antecessor e o fundador do partido, Étienne Tshisekedi, em 1 de fevereiro de 2017. Também em 31 de março de 2018, foi eleito para ser o candidato á presidente pela UDPS nas eleições gerais que aconteceram em 30 de dezembro de 2018.

## Presidência
Em 9 de janeiro de 2019, dez dias após a eleição, anunciou-se que Tshisekedi havia sido eleito presidente da República democrática do Congo.
Em maio de 2024, foi vitima de uma tentativa de golpe de Estado liderada por Christian Malanga e que acabou fracassada, com Malanga sendo morto pelas forças armadas do país.